# Vectorbundel
In de differentiaalmeetkunde en de differentiaaltopologie, maar ook in verschillende deelgebieden van de natuurkunde, wordt veelvuldig gebruikgemaakt van de notie "vector met een aangrijpingspunt". Voorbeelden uit de natuurkunde zijn: een kracht uitgeoefend op een star lichaam, de snelheid van een deeltje of een planeet in het meerlichamenprobleem, en het impulsmoment van een voorwerp ten opzichte van een gegeven centrum, afhankelijk van de gekozen oriëntatie, dus eigenlijk een pseudovector. Het begrip vectorbundel geeft hieraan een exacte definitie. Aan elk punt {\displaystyle p} van een  variëteit {\displaystyle M} wordt een vectorruimte toegekend, zodanig dat:
- de verschillende vectorruimten die met de verschillende punten overeenkomen, onderling isomorf zijn;
- de vectorruimten geassocieerd met nabijgelegen punten van {\displaystyle M} 'geleidelijk' in elkaar overgaan.

Deze laatste voorwaarde verdient een preciezere formulering. De definitie hieronder beschrijft gladde vectorbundels. Er worden in de laatste paragraaf enkele alternatieven opgesomd.

## Definitie
Zij {\displaystyle M} een {\displaystyle n}-dimensionale gladde variëteit. Een afbeelding {\displaystyle \pi :E\to M} heet {\displaystyle k}-dimensionale vectorbundel over {\displaystyle M} als voldaan wordt aan de volgende voorwaarden:
- {\displaystyle E} draagt de structuur van een gladde variëteit,
- {\displaystyle \pi } is een gladde afbeelding tussen variëteiten,
- {\displaystyle \pi } is een surjectie,
- voor elk punt {\displaystyle p\in M} draagt het invers beeld {\displaystyle \pi ^{-1}(p)\subset E} de structuur van een {\displaystyle k}-dimensionale vectorruimte; deze vectorruimte wordt {\displaystyle E_{p}} genoteerd en heet vezel van {\displaystyle E} in {\displaystyle p}; meestal gaat het over reële vectorruimten, we kunnen eventueel expliciet van een reële vectorbundel spreken;
- in een voldoende kleine omgeving {\displaystyle U} van elk punt {\displaystyle p\in M} is de bundel equivalent met een cartesisch product:

{\displaystyle f:\pi ^{-1}(U)\simeq U\times \mathbb {R} ^{k}}
waarbij {\displaystyle f} niet alleen een diffeomorfisme is, maar bovendien in iedere afzonderlijke vezel een isomorfisme van vectorruimten, én commuteert met de projectie {\displaystyle \pi _{1}} op de eerste component van {\displaystyle U\times \mathbb {R} ^{k}}:
{\displaystyle \forall x\in \pi ^{-1}(U):\pi _{1}(f(x))=\pi (x)}
De variëteit {\displaystyle E} maakt deel uit van de definitie. Als we de afbeelding {\displaystyle \pi } geïsoleerd beschouwen, heet ze soms de projectie-afbeelding van de bundel.
Een sectie of snede van de bundel is een afbeelding {\displaystyle s:U\subset M\to E} die een rechtsinverse vormt voor de projectie:
{\displaystyle \forall p\in U:\pi (s(p))=p}.
Secties heten ook wel vectorvelden of, enigszins onnauwkeurig, vectoren. Het aangrijpingspunt van een dergelijke vector {\displaystyle x\in E} is het punt {\displaystyle \pi (x)\in M}. Indien de afbeelding {\displaystyle s} is, heet de snede glad.

## Voorbeelden
De definitie wordt gemotiveerd door het voorbeeld van de raakbundel {\displaystyle TM} aan een gladde variëteit {\displaystyle M}. Als verzameling is {\displaystyle TM} de vereniging van alle raakruimten {\displaystyle T_{p}M}. De vezels zijn de raakruimten zelf. De equivalentie {\displaystyle f} wordt geconstrueerd aan de hand van een lokaal coördinatenstelsel, van een kaart of variëteit, in de omgeving {\displaystyle U} van een gegeven punt {\displaystyle p}:
{\displaystyle f:\pi ^{-1}(U)\to U\times \mathbb {R} ^{n}:x\in \pi ^{-1}(q)\mapsto (q,(x^{1},\ldots ,x^{n}))}
waar {\displaystyle (x^{1},\ldots ,x^{n})} de coördinaten zijn van de vector {\displaystyle x} ten opzichte van de canonieke basis {\displaystyle \left\{{\partial  \over \partial x^{1}},\ldots ,{\partial  \over \partial x^{n}}\right\}} van de raakruimte.
Andere voorbeelden van bundels zijn de corakende bundel, gevormd met de duale vectorruimten van de raakruimten, en diverse tensorbundels, de vezels zijn gebaseerd op diverse soorten tensorproducten van de raakruimte en haar duale.
Als {\displaystyle i} een indompeling, of in het bijzonder een inbedding, is van een gladde variëteit {\displaystyle M} in een riemann-variëteit {\displaystyle N}, dan bestaat de normaalbundel van {\displaystyle M} uit de deelvectorruimten van {\displaystyle T_{i(p)}N} die loodrecht staan op {\displaystyle i^{*}(T_{p}M)}.

## Afbeeldingen tussen vectorbundels, morfismen
Beschouw twee vectorbundels {\displaystyle \pi :E\to M} en {\displaystyle \rho :F\to N}. Een morfisme tussen deze vectorbundels is een gladde afbeelding {\displaystyle f:E\to F} met de volgende twee eigenschappen:
- behoud van vezels: {\displaystyle \forall x,y\in E:\pi (x)=\pi (y)\implies \rho (f(x))=\rho (f(y))};
- voor elke {\displaystyle p\in M} is de partiële afbeelding {\displaystyle f_{p}:E_{p}=\pi ^{-1}(p)\to F_{\rho (f(\pi ^{-1}(p)))}} lineair.

Het typevoorbeeld van een morfisme van vectorbundels is de rakende afbeelding aan een gladde afbeelding tussen variëteiten. Zij {\displaystyle f:M\to N} glad, dan is de afbeelding
{\displaystyle F:TM\to TN:x\mapsto f_{\pi (x)}^{*}(x)}
een morfisme. We verwijzen naar het artikel raakruimte voor de definitie van {\displaystyle f_{p}^{*}}.

## Algemenere bundels
Men kan ook vectorbundels definiëren over topologische variëteiten, dus waarvan de coördinatentransformaties continu maar niet noodzakelijk differentieerbaar zijn. In dat geval hoeft de projectie-afbeelding {\displaystyle \pi :E\to M} eveneens slechts continu te zijn.
Analoog kan men over algebraïsche variëteiten, algebraïsche bundels definiëren.
In plaats van vectorruimten over het lichaam {\displaystyle \mathbb {R} } of over een algemeen commutatief lichaam {\displaystyle K}, kan men de structuur van de vezels verzwakken tot modulen over een ring R.
Bij een algemene bundel wordt niet langer geëist dat de vezels modulen of vectorruimten zijn.
Een hoofdbundel is een gladde bundel waarbij de vezels de aanvullende structuur van een lie-groep krijgen.